# 西村朋紘
西村 朋紘（にしむら ともひろ、1961年2月2日 - ）は、日本の声優、俳優、シンガーソングライター、演出家、音響監督である。北海道旭川市出身。本名・旧芸名は西村 智博（読み同じ）。フリー。

## 経歴
大学の受験に失敗して、歌がやりたくて「じゃあミュージシャンをやろう」ということで北海道から東京に上京。トルバドール音楽事務所の前身を結成し、シンガーソングライターとして、主に関東でのライブ活動を行っていた。生活のため声優としての活動を行い、『うる星やつら』のチビ役でデビューするが、当時声優として未熟であったため、同役は二又一成に変更される。番組自体にはその後もレギュラーとして参加し、コタツネコ役を得る。コタツネコは台詞がなく、「こんなおいしい仕事ですみませんね」と笑っていたものの、自分の感性で演じなくてはならないため、逆に難しかったと語る。この時に知り合った千葉繁を師匠として、長いつきあいが始まる。TARAKOとはトルバドール時代から仲が良く、本人曰く「何でも話せる男友達のような感じ」。
ラジオパーソナリティとしても主にラジオたんぱを中心に活躍、林原めぐみや小森まなみとの番組では「OMO（おも）」の愛称で、OMO（おも）の意味は、「面白い」の「おも」ではなく、小さい時からの本人のあだ名である。幼児の時自分の名前、智ちゃん（智博）をうまく言えず、ともちゃんをおもちゃんと言っていたのが元。後にラジオに出る機会は減少している。
以前はトルバドール音楽事務所、賢プロダクション、81プロデュースに所属していた。
2003年より「有限会社OMO」の代表として、ゲームやOVA、CDドラマの音響監督を務めるなど多彩な活動を行っている。

## 人物
少しかすれたような声とイキな感じのしゃべりが魅力的。
役柄としては三枚目的な役柄が多く、番組中で歌う役も多い。

## 出演
太字はメインキャラクター。

### テレビアニメ
1981年
- うる星やつら（1981年 - 1986年、チビ〈初代〉、コタツネコ 他）
- まいっちんぐマチコ先生（ゲンの吉子分B、パイロット、警備員）

1982年
- 南の虹のルーシー（原住民、男）
- 野生のさけび（狩人）

1983年
- イタダキマン（猪尾八ツ男）
- サイコアーマー・ゴーバリアン（ロス・コガロ）
- 魔法の天使クリィミーマミ（1983年 - 1984年、親衛隊、小林、オサム 他）

1984年
- 星銃士ビスマルク（男A 他）
- チックンタックン（人形、アイス売り、エンドレの部下 他）
- ふしぎなコアラブリンキー（ライオン、ひくい鳥人、ユーカリ人）
- よろしくメカドック（須賀六狼C）

1985年
- 炎のアルペンローゼ（ジド）

1986年
- ドテラマン（カブリツ鬼、若者）
- 光の伝説（ドラム）
- マシンロボ クロノスの大逆襲（レッドギルダー）
- めぞん一刻（板さん、部員 他）
- 六三四の剣（倉田、有働大吾）

1987年
- 赤い光弾ジリオン（ボー、パトロール兵A）
- アニメ三銃士
- エスパー魔美（1987年 - 1989年、男、応援団幹部C、新聞部員A、不良、美術部員 他）
- シティーハンター（1987年 - 1988年、部下、チンピラ、トノさん 他） - 2シリーズ
- プロゴルファー猿（一期生(2)、二期生(2)、忍者）

1988年
- F-エフ
- 美味しんぼ（宮井、ボーイA、店員B）
- ドクター秩父山（入院患者、手術中の患者、ヤクザ）
- ビックリマン（助うご）
- 鎧伝サムライトルーパー（1988年 - 1989年、金剛のシュウ）

1989年
- アイドル伝説えり子（客、記者A、塚田、見張り）
- それいけ!アンパンマン（1989年 - 2023年、ペッパーけいぶ、SLマン〈3代目〉、なるとくん〈初代〉、アコーディオンマン〈初代〉、バイキンバッファロー2号 他）
- 天空戦記シュラト（南霊使ランバーン）
- まじかるハット（1989年 - 1990年、おまわりさん、ケンチャン、W・イーグラー、ソルト星人）
- 桃太郎伝説（クマゴロー、白魔鬼）
- YAWARA!（巻田）
- らんま1/2 熱闘編（お兄さん）

1990年
- ちびまる子ちゃん（高校生、蚊）
- 藤子不二雄Aの夢魔子（道雄、敵A）

1991年
- 楽しいムーミン一家 冒険日記（グスタフ）
- トラップ一家物語（生徒C）
- 笑ゥせぇるすまん（真夜井王志）

1992年
- カリメロ（マイク、悪い宇宙人）
- 南国少年パプワくん（1992年 - 1993年、タンノくん〈2代目〉）
- 内田春菊の呪いのワンピース（富樫）

1993年
- 忍たま乱太郎（1993年 - 1994年、忍者、槍杉多蔵）

1994年
- 愛と勇気のピッグガール とんでぶーりん（竜巻五郎、司会者）
- 蒼き伝説シュート!（岩月文太）
- 赤ずきんチャチャ（トラネコ）
- カラオケ戦士マイク次郎（1994年 - 1995年、ドヘタ校長、ヤクザ、スピルバーガー、男）
- 機動武闘伝Gガンダム（防衛隊員2、チンピラC）
- クッキングパパ（花田昌樹）
- D・N・A² 〜何処かで失くしたあいつのアイツ〜（不良3）
- 覇王大系リューナイト（1994年 - 1995年、サルトビ）
- 美少女戦士セーラームーンS（山田勝利）
- マクロス7（ギギル）
- 爆球連発!!スーパービーダマン（キャプテン）

1995年
- アリス探偵局（三蔵法師）
- クマのプー太郎（カラオケざる）
- ストリートファイターII V（ヤン・スー、盗賊A、男）
- 飛べ!イサミ（伊集院）
- モジャ公（チョビー、配達屋、マメゴン）

1996年
- 快傑ゾロ（カストロ、ハチスカ）
- 少年サンタの大冒険!（グーズル）
- セイバーマリオネットJ（1996年 - 1998年、ヘス、リンゾー） - 2シリーズ
- 逮捕しちゃうぞ（切り裂き魔）
- はりもぐハーリー（1996年 - 1997年、タクヤ）
- るろうに剣心 -明治剣客浪漫譚-（戒太）
- 爆れつハンター（隊長）

1997年
- グランダー武蔵RV（ロン）
- 剣風伝奇ベルセルク（1997年 - 1998年、コルカス）
- HARELUYA II BØY（宮村、解剖屋）
- HAUNTEDじゃんくしょん（武田一郎）

1998年
- アニメ週刊DX!みいファぷー（ニャロメ）
  - こっちむいてみい子（那須タカシ 他）
  - ふしぎ魔法ファンファンファーマシィー（魚まさ、古本屋、夏の精霊）
  - ヘリタコぷーちゃん（司会、怪獣 他）

- アリスSOS（なめくじネコ）
- 金田一少年の事件簿（1998年 - 1999年、虹川幸雄、立石直也）
- SHADOW SKILL -影技-（コア＝イクス）
- センチメンタルジャーニー（尾崎裕一）
- ドクタースランプ（ガイド、ダンナ）
- トライガン（ミッドバレイ・ザ・ホーンフリーク）
- ひみつのアッコちゃん（第3期）（ガンモの父）
- Bビーダマン爆外伝（1998年 - 1999年、Dr.クラッシャー、けんじゃボン） - 2シリーズ
- MASTERキートン（オラフ・ヘラマー）

1999年
- 宇宙海賊ミトの大冒険（ブロッコ）
- A.D.POLICE（ポール・サンダース）
- コレクター・ユイ（1999年 - 2000年、IR） - 2シリーズ
- 神八剣伝（ギョウ・エンジョウ）
- 超速スピナー（伊奈府飛太）
- 爆球連発!!スーパービーダマン（キャプテン）
- パワーストーン（パスー、監視員）
- ぶぶチャチャ（1999年 - 2001年、ニック） - 2シリーズ
- モンスターファーム 〜円盤石の秘密〜（ジャアクソウ〈次女〉）
- レレレの天才バカボン（1999年 - 2000年、芸能通の宇宙人、悲劇のあんちゃん、司会者、妖怪？ソウジ鬼）

2000年
- くまの子ウーフ（ツネタ）
- だぁ!だぁ!だぁ!（一発当）
- とっとこハム太郎（サブ）
- ファーブル先生は名探偵（ウォーキン）
- ポケットモンスター（トリガイ）
- ピポパポパトルくん（2000年 - 2001年、バーク・オーサ、コマンドポリス、げんさん、みかみ、おかもと 他）
- モンスターファーム (アニメ)（ピンクジャム、パルスコーン、プラント）

2001年
- 仰天人間バトシーラー（バンパイアリ/バンパイアーミー・リーダー）
- グラップラー刃牙（千葉・兄、柴千春）
- コスモウォーリアー零（トチロー）
- デジモンテイマーズ（官房長官）

2002年
- 王ドロボウJING（ビター・スタウト）
- キン肉マンII世（テルテルボーイ）
- デジモンフロンティア（グロットモン / ギガスモン）
- 天使な小生意気（木村六）
- ぷちぷり＊ユーシィ（バリザン）

2003年
- アストロボーイ・鉄腕アトム（アドミニ）
- カレイドスター（サイモン・パーク）
- コロッケ!（ババロア）
- 冒険遊記プラスターワールド（カエンライター）
- ポケットモンスター アドバンスジェネレーション（ソライシ）
- 名探偵コナン（2003年 - 2021年、小林刑事〈代役〉、矢倉麻吉、狩谷滋英、根津猛、鳴川丈治、垂水亘、大嶺良介、鷹山慎吾、迫田一臣、ドドンパ六助、永塚稔、吠木曜太 他）

2004年
- かいけつゾロリ（大ガッパ）
- 今日からマ王!（キーナン）
- KURAU Phantom Memory（マサキ）
- グレネーダー 〜ほほえみの閃士〜（造師蛮丸）
- ごくせん（白川権三校長）
- ふたりはプリキュア（2004年 - 2005年、教頭先生） - 2シリーズ
- MONSTER（カール）

2005年
- UG☆アルティメットガール（クラシック怪獣マーラー）
- 雪の女王（子ども、男の子）
- ロックマンエグゼ シリーズ（2005年 - 2006年、六尺玉燃次） - 2シリーズ

2006年
- おろしたてミュージカル 練馬大根ブラザーズ（角浜弁護士）
- クレヨンしんちゃん（レジン）
- サルゲッチュ 〜オンエアー〜 2nd（ピポトロンレッド、ウッキーホワイト）
- シルクロード少年 ユート（あるまじろー）
- DEATH NOTE（2006年 - 2007年、渋井丸拓男、マット）
- デュエル・マスターズ シリーズ（2006年 - 2008年、ジ郎太、トト、忍者） - 2シリーズ
- 天保異聞 妖奇士（花井虎一）
- まじめにふまじめ かいけつゾロリ（イノール）

2007年
- 逆境無頼カイジ（岡林）
- D.Gray-man（アクマB）
- 遊☆戯☆王デュエルモンスターズGX（暗黒界の騎士ズール）

2008年
- RD 潜脳調査室（少年店主）
- ゴルゴ13（情報屋、依頼人）
- ONE OUTS -ワンナウツ-（吉田）

2009年
- 青い文学シリーズ「桜の森の満開の下」（旅人）
- 極上!!めちゃモテ委員長（佐藤先生）
- ジャングル大帝 -勇気が未来をかえる-（スカンク）

2011年
- HUNTER×HUNTER（2011年 - 2014年、キリコ、シークアント、小男、進行、道場主） - 第2作

2013年
- 銀の匙 Silver Spoon（ニワトリ先生）

2016年
- 侍霊演武:将星乱（漢献帝）
- 猫も、オンダケ（恩田善吉）

2017年
- 十二大戦（怒突）

### 劇場アニメ
1984年
- 名探偵ホームズ 青い紅玉の巻/海底の財宝の巻（船員）

1986年
- うる星やつら4 ラム・ザ・フォーエバー
- 扉を開けて（男）

1987年
- バリバリ伝説
- ルパン三世 風魔一族の陰謀（警官C）

1988年
- うる星やつら 完結篇（コタツネコ、鬼族の男、闇星の兵士 他）
- となりのトトロ（郵便配達員）

1989年
- 機動警察パトレイバー the Movie（警官）
- ファイブスター物語（男C）

1991年
- 機動戦士ガンダムF91（ジョージ・アズマ）
- ドラミちゃん アララ♥少年山賊団!（チビスケ）

1992年
- らんま1/2 決戦桃幻郷! 花嫁を奪りもどせ!!（門番B）
- 地球を救え!なかまたち ちびねこトムの大冒険（ジャッコ）

1994年
- 餓狼伝説 -THE MOTION PICTURE-（ビリー・カーン）
- Jリーグを100倍楽しく見る方法!!
- らんま1/2 超無差別決戦! 乱馬チームVS伝説の鳳凰（ホーオー）
- 平成狸合戦ぽんぽこ（族長）

1995年
- マクロスプラス MOVIE EDITION（ヤン・ノイマン）

1997年
- それいけ!アンパンマン 虹のピラミッド（SLマン）

1998年
- それいけ!アンパンマン てのひらを太陽に（SLマン）

1999年
- 劇場版 天地無用! in LOVE2 遙かなる想い
- それいけ!アンパンマン アンパンマンとたのしい仲間たち（SLマン）

2000年
- ジャングル大帝（ココ）

2003年
- それいけ!アンパンマン ルビーの願い（SLマン）

2004年
- 劇場版金色のガッシュベル!!101番目の魔物（フクロウ）

2005年
- それいけ!アンパンマン ハピーの大冒険（SLマン）

2006年
- それいけ!アンパンマン いのちの星のドーリィ（スーパーかびだんだん）

2007年
- クレヨンしんちゃん 嵐を呼ぶ 歌うケツだけ爆弾!（UNTI隊員カバ）

2008年
- それいけ!アンパンマン 妖精リンリンのひみつ（SLマン）

2009年
- 名探偵コナン 漆黒の追跡者（深瀬稔）

2010年
- それいけ!アンパンマン ブラックノーズと魔法の歌（SLマン）

2014年
- それいけ!アンパンマン りんごぼうやとみんなの願い（SLマン）

2017年
- それいけ!アンパンマン ブルブルの宝探し大冒険!（SLマン）

### OVA
1985年
- うる星やつら 了子の9月のお茶会
- ジャスティ
- エリア88 ACT I 裏切りの大空
- エリア88 ACT II 狼たちの条件

1986年
- うる星やつら アイム THE 終ちゃん
- 炎トリッパー（ゴン）
- メガゾーン23 PARTII 秘密く・だ・さ・い（ラッコ）
- エリア88 ACT III 燃える蜃気楼
- 炎のアルペンローゼ セピア色の迷路（ジド）
- 炎のアルペンローゼ ラブミーロードをかけて（ジド）
- バリバリ伝説 PartI 筑波篇（ライダーA）
- バリバリ伝説 PartII 鈴鹿篇（観客）

1987年
- うる星やつら 夢の仕掛人 因幡くん登場! ラムの未来はどうなるっちゃ!?
- 真魔神伝 バトルロイヤルハイスクール（坂本）
- 超神伝説うろつき童子（天邪鬼：天野一）
- プロジェクトA子2 大徳寺財閥の陰謀（スパイA）
- みんなあげちゃう（医者）
- 笑う標的（不良高校生A）

1988年
- 赤い光弾ジリオン 歌姫夜曲（パトA）
- うる星やつら 渚のフィアンセ（黒メガネ）
- 機甲猟兵メロウリンク（山賊A）
- トウキョウ・バイス（楠本）
- 機動警察パトレイバー（男、犯人A、警官、自衛隊員）
- めぞん一刻 移りゆく季節の中で（警官）

1989年
- うる星やつら 電気仕掛けの御庭番（コタツ猫）
- うる星やつら ヤギさんとチーズ
- うる星やつら ハートをつかめ
- 鎧伝サムライトルーパー 外伝（秀麗黄 / 金剛のシュウ）
- 鎧伝サムライトルーパー 輝煌帝伝説（秀麗黄 / 金剛のシュウ）

1990年
- THE八犬伝（犬飼現八）
- 冒険!イクサー3（露野人）
- 鬼丸 戦場に駆ける五つの青春（猿）

1991年
- インフェリウス惑星戦史外伝 CONDITION GREEN（エドワード・T・マクレガン）
- うる星やつら 乙女ばしかの恐怖
- 鎧伝サムライトルーパー MESSAGE（秀麗黄 / 金剛のシュウ）
- スケバン刑事 -誕生編-（生徒）

1993年
- 南国少年パプワくん大百科（タンノくん〈2代目〉）

1994年
- 覇王大系リューナイト アデュー・レジェンド（1994年 - 1995年、サルトビ）
- マクロスプラス（ヤン・ノイマン）
- 臀撃おしおき娘ゴータマン〜ゴータマン誕生篇（ムツゴロー）

1995年
- 精霊使い（飛沫）
- 覇王大系リューナイト アデュー・レジェンドII（1995年 - 1996年、カゼマル）
- Lesson XX（東尾純平）

1996年
- ウルトラマン超闘士激伝（闘士ウルトラマンエース、ゴモラ / 闘士ゴモラ）
- てっぺん2（岸田）
- 覇王大系リューナイト アデュー・レジェンド・ファイナル（サルトビ）
- 魔法使いTai!（吉本吉人）

1997年
- またまたセイバーマリオネットJ（ヘス、国防大臣）

1999年
- BREAK-AGE（日下部）

2000年
- 魔王ダンテ（ゼノン）

2001年
- ハム太郎のおたんじょうび 〜ママをたずねて三千てちてち〜（サブさん）

2002年
- ヤングハーロックを追え! コスモウォーリアー零外伝 1（トチロー）
- ヤングハーロックを追え! コスモウォーリアー零外伝 2（トチロー）
- アンパンマンとよいこののりもの パトカー・ブルドーザー（ペッパーけいぶ）
- アンパンマンとよいこののりもの しょうぼうしゃ・バス・タクシー（SLマン）

2003年
- ハムちゃんずの宝さがし大作戦 〜はむはー! すてきな海のなつやすみ〜（サブさん）

2004年
- ハムちゃんずのめざせ! ハムハム金メダル 〜はしれ! はしれ! だいさくせん!〜（サブさん）

2005年
- 鴉 -KARAS-（鎌鼬）

2008年
- やなせたかしメルヘン劇場 いねむりおじさん（おじさん）

2009年
- 珍遊記 -太郎とゆかいな仲間たち-（珍珍、人面魚、るいじー）

### ゲーム
1993年
- 聖魔伝説3×3EYES（ハズラット・ハーン）

1994年
- うる星やつら 〜ディア マイ フレンズ〜

1995年
- 3×3EYES 〜吸精公主〜（ハズラット・ハーン、ナパルバ）
- 鬼神童子ZENKI FX 金剛焱闘（俘醜蝕）

1996年
- クマのプー太郎 空はピンクだ!全員集合!!（それダメっす）（カラオケざる）
- 3×3EYES 〜吸精公主〜 S（ナパルバ）

1997年
- ブレス オブ ファイアIII（バリオ）
- My Dream 〜On Airが待てなくて〜（大杉俊一、ペッパー・オモ）
- リフレインラブ 〜あなたに逢いたい〜（榊泰蔵）

1998年
- 3×3 EYES 〜転臨王幻夢〜（ハズラット・ハーン）

1999年
- サムライスピリッツ新章 〜剣客異聞録 甦りし蒼紅の刃〜（七坐灰人）
- 真・魔装機神 PANZER WARFARE（ブラッキー＝ザンツ＝カティス）

2000年
- サンライズ英雄譚R（秀麗黄 / 金剛のシュウ）
- マクロスプラス Game Edition（ヤン・ノイマン）

2001年
- エヴァーグレイスII（ブラサード）
- サンライズ英雄譚2（秀麗黄 / 金剛のシュウ）

2002年
- ガングレイヴ（STAGE1のボス）
- キン肉マンII世 正義超人への道（テルテルボーイ）
- ジョジョの奇妙な冒険 黄金の旋風（ペッシ、ギアッチョ、涙目のルカ）
- ボンバーヘッヘ（秘密結社隊長）

2003年
- SUNRISE WORLD WAR Fromサンライズ英雄譚（金剛のシュウ）
- グローランサーIV（サントス、兵士）

2004年
- シャドウハーツII（ヨアヒム・ヴァレンティーナ）
- ベルセルク 千年帝国の鷹篇 聖魔戦記の章（コルカス）

2005年
- シャドウハーツ・フロム・ザ・ニューワールド（ヨアヒム・ヴァレンティーナ）
- 第3次スーパーロボット大戦α 終焉の銀河へ（ギギル）

2006年
- エウレカセブン NEW VISION（アフロヘッド）
- クレヨンしんちゃん 伝説を呼ぶ オマケの都ショックガーン!
- グローランサーV（盗賊、兵士、カインズ卿）
- BLACK CAT 〜機械仕掛けの天使〜（シュバルツ）

2007年
- グローランサーVI（クローン兵士、テロリスト、兵士、店主 他）
- スーパーロボット大戦OG ORIGINAL GENERATIONS（量産型W）
- スーパーロボット大戦OG外伝（量産型W1）
- スーパーロボット大戦Scramble Commander the 2nd（シュウイチロウ・ユキムラ）

2008年
- マクロスエースフロンティア（ギギル）

2009年
- スーパーロボット大戦NEO（サルトビ）
- マクロスアルティメットフロンティア（ギギル）

2010年
- NINETY-NINE NIGHTS II（レフ）
- クレヨンしんちゃん ショックガ〜ン!伝説を呼ぶオマケ大ケツ戦!!（レジン）

2011年
- グローランサーIV オーバーリローデッド（サントス、兵士）
- マクロストライアングルフロンティア（ギギル）
- ラストストーリー（店主、衛兵、騎士、リザード番長）

2015年
- 憂世ノ志士（大久保利通）
- 憂世ノ浪士（大久保利通）

2019年
- DAEMON X MACHINA（クロンダイク）

2023年
- マクロス -Shooting Insight-（ギギル）

### 吹き替え

#### 映画
- オートマティック2033（ロボット 他）
- 奇跡が降る街（爆弾ドム、徴集兵、取り巻き、運転手、警官）
- ギリーは首ったけ（ディグ）
- 決戦・紫禁城（皇帝密使007、唐飞）
- ザ・ハッカー（ニュースキャスター、ジョエル、ブラッド）
- シーズ・オール・ザット（プレストン）
- ショウタイム（カイル）
- チャイニーズ・オデッセイ Part2 永遠の恋（沙悟浄）
- 鉄板英雄伝説（ビンク）
- 泥棒がいっぱい（ペトロス）※テレビ東京版
- ナッティ・プロフェッサー クランプ教授の場合（レジー・ウォリントン、医師）
- ハットしてキャット（ケイト）
- ファイナル・カット（ジュード・ロウ）
- ベスト・キッド4（チャーリー）
- ポリスアカデミー3 全員再訓練!（バド・カークランド）
- ポリスアカデミー4 市民パトロール（バド・カークランド、警官、忍者）
- マルコ・ポーロ/東方見聞録（ルスティケロ、臣下）
- モール・ラッツ（ブロディ・ブルース）
- ライラ フレンチKISSをあなたと（タートル、店員、引越し業者）
- ロマンシング・アドベンチャー/キング・ソロモンの秘宝 ※テレビ朝日版
- ロング・ラン 栄光の54マイル（ミソ）

#### ドラマ
- 刑事ナッシュ・ブリッジス（レニー、警官、ギャングA、ギャングB）
- サブリナ（ランディ、実況）
- チャームド 〜魔女3姉妹〜（トニー・ウォン）
- ドクター・デス 死を呼ぶ医者（ランダル・カービー）
- ハイテク武装車バイパー（ナンパ男、共犯者、警官）

#### アニメ
- きかんしゃトーマス（フレディー）※テレビ東京版
- キャッツ&カンパニー（ヘクター）
- ザ・バットマン（ニュー・クレイフェイス / ベイジル・カルロ）
- トムとジェリー（ブッチ〈2代目〉）
  - トムとジェリー テイルズ（ブッチ、キャスパー）
  - トムとジェリーのくるみ割り人形（ブッチ）
  - トムとジェリー ショー（ブッチ）
  - もっと!トムとジェリー ショー（ブッチ）
  - トムとジェリー ショー3（ブッチ）
  - トムとジェリー ショー4（ブッチ）
- バイカーマイス（フレッド）
- ミュータント・タートルズ（1987年テレビ東京版）（マック、ハウィー）
  - ミュータント タートルズ（マリグナス）
  - ミュータント・タートルズ 超人伝説編（キンゾウ）
- モンスターズ・ストーリー（グラットン）
- リトル・マーメイドII Return to The Sea（クローク、ダガー、ペンギン）
- リトルフット いんせきに気をつけろ（マット）

### 特撮
- 機動刑事ジバン（1989年、司会者）
- 超力戦隊オーレンジャー（劇場版）（1995年、ネコシグナルの声、スタッフロボットの声）
- 激走戦隊カーレンジャー（1996年、ZZゼリの声）
- 鉄甲機ミカヅキ（2000年、ワンダーブラスターの声）

### ラジオ
- 赤坂学園新鮮組 エスクエラ野郎ぜ!月曜日（ラジオたんぱ）
- MEGU・OMO 街へ出よう（TBSラジオ）
- MAMI☆OMO Radio Caravan（NACK5・ラジオ大阪・アール・エフ・ラジオ日本）

### CD
- i sing〜not act〜（西村智博名義・オリジナル）
- BLEND ACOUSTIC (西村智博名義・オリジナル)
- 落ちてゆく涙THE八犬伝〜新章〜
- キン肉マンII世シリーズ（テルテルボーイ）「ハロー!テルテルボーイ」
  - 『キン肉マンII世 歌と音楽集』※2002年
  - 『キン肉マンII世 マッスルベスト』※2002年
  - 『キン肉マンII世 The Perfect Collection』※2008年
- GOD SAVE THE すげこまくん!（村田安廣）
- Top of the World（Superstar、Sweet, Sweet Smile）
- 二番目のHONKI（西村智博名義・オリジナル）
- モンスターメーカー ドラマCD 魔剣デスデリバーを探せ!（アルシャルク）
- LOVELESS（マコト）
- 鎧伝サムライトルーパーシリーズ（秀麗黄 / 金剛のシュウ）
  - 鎧伝サムライトルーパー 君を眠らせない
  - 鎧伝サムライトルーパー BEST FRIENDS
  - ドラマCD鎧伝サムライトルーパー 天空伝
  - ドラマCD鎧伝サムライトルーパー 光輪伝
  - ドラマCD鎧伝サムライトルーパー 月
- 桃太郎伝説 (アニメ)（クマゴロー）
- ドラマCD 赤い光弾ジリオン「お洒落倶楽部」
- ドラマCD 赤い光弾ジリオン「あぶないMUSIC」
- 今賀瞬 〜バーストマン愛しのソングブックVol.1〜
- ブレス・オブ・ファイアIII ドラマ・アルバム（バリオ）
- ガートルードのレシピ（フーニー）
- だいすき!ぶぶチャチャ〜音とふしぎのおもちゃ箱〜
- はりもぐハーリー オリジナル・サウンド・トラック（タクヤ）
- 戦-少女 イクセリオン 第1巻 誕生篇（露野人）
- 戦-少女 イクセリオン 第2巻 激闘篇（露野人）
- 戦-少女 イクセリオン 第3巻 宇宙篇（露野人）
- クリス・クロス CDシネマ1 迷宮への招待状（モルツ）
- クリス・クロス CDシネマ2 電脳の獄舎（モルツ）
- クリス・クロス CDシネマ2 夢か現か幻か（モルツ）
- 覇王大系リューナイトシリーズ（サルトビ）
  - 覇王大系リューナイト CDシネマ1 ブラボー砦の決闘
  - 覇王大系リューナイト CDシネマ2「ティア・ダナーンの戦い」第1章
  - 覇王大系リューナイト CDシネマ3「ティア・ダナーンの闘い」第2章
  - 覇王大系リューナイト CDシネマ4「ティア・ダナーンの闘い」最終章
  - 覇王大系リューナイト CDシネマ1「カイオリスへの旅立ち」第1章
  - 覇王大系リューナイト CDシネマ2「カイオリスへの旅立ち」第2章
  - 覇王大系リューナイト CDシネマ3「カイオリスへの旅立ち」第3章
  - 覇王大系リューナイト CDシネマ4「カイオリスへの旅立ち」第4章
  - アースティア密着24時 世界まるごとリューナイト
  - 続・アースティア密着24時 世界まるごとリューナイトテレビ
  - 呪われたアデュー! リュー使い最大の危機!!
  - 覇王大系リューナイト外伝 聖騎士の約束
- 夏の魔術（豊永正広）
- 惑星のさみだれ（ノイ＝クレザント）
- 魔術士オーフェン 無謀編（切り抜きポチョムキン）
- 南国少年パプワくんDX パプワ島のある一日（タンノくん）
- 宇宙海賊ミトの大冒険 ざ・む〜び〜?（ブロッコ）

### CD（vocal&making）
- 西村智博ファースト・アルバム【Vo.全作詞作曲】（キング）
- 西村智博セカンド・アルバム【Vo.全作詞作曲】（キング）
- 西村智博サード・アルバム【Vo.全作詞作曲】（キング）（ロサンゼルス録音）
- 西村智博ライヴ盤アルバム【Vo.全作詞作曲】（キング）
- TARAKOサードアルバム（1曲）【作詞作曲】（キャニオン）
- シングル「翼」（ビデオ、TokyoCityメルヘン主題歌）【Vo.作詞作曲】（キング）
- アニメサムライトルーパーシリーズ多数【Vo.作詞作曲】（キング）
- N.G.FIVE「First&Final」【Vo.全作曲】（キング）
- 「オラトリオスケープI」アルバムプロデュース【Vo.作曲】（キング）
- 「オラトリオスケープII」アルバムプロデュース 【Vo.作曲】（キング）
- シングル「MEGUMI」【Vo.作曲】（アニックス）
- アニメビデオ「ビデオたまて箱」シリーズ主題歌 【作曲】（主婦の友社）
- CDドラマ「レッスン」挿入歌 【Vo.作詞作曲】
- 「大都会にほえろ」【Vo.作詞作曲】（シックスティ）
- 「VAL・Project」【Vo.作詞・全作曲】
- 「MY Dream」【Vo. 作詞作曲】（ポニーキャニオン）
- ゲーム3×3EYES主題歌【作曲】（日本クリエイト）
- 「強者語り」【Vo.作曲】（キング）

### カセット
- 鎧伝サムライトルーパー それからの戦士たち（秀麗黄 / 金剛のシュウ）
- 鎧伝サムライトルーパー SPECIAL VERSION（秀麗黄 / 金剛のシュウ）
- 鎧伝サムライトルーパー そして、五人（秀麗黄 / 金剛のシュウ）
- 南国少年パプワくん1 コタローへ兄から愛のメッセージ!（タンノくん）
- 南国少年パプワくん2 雪国少女くり子ちゃん（タンノくん）
- 南国少年パプワくん3 ガンマ団本部奪回大作戦（タンノくん）
- マクロス7 1 ロンゲスト・ノイズ・デイ（ジョージア 他）
- バトルファイターズ 餓狼伝説1 ORIGINAL SOUND SPECIAL（ダック・キング）
- お洒落小僧は花マルッ（九条一臣）

### テレビドラマ
- サイコメトラーEIJI CASE 5:24HOURS 顔のない殺人者

### テレビ番組
- バリキン7 賢者の戦略（TBS） - 半魚人の半ちゃん
- ピタゴラスイッチ（NHK教育テレビ） - ゴラ
- さんすうみつけた（NHK教育テレビ） - ゲン
- 天才てれびくん（NHK教育テレビ） - ダ・ヴィンチ
- 天才てれびくん ワイド（NHK教育テレビ） - ナレーション、番判
- 天才てれびくん MAX（NHK教育テレビ） - ダーヨ

### 映画
- 紅い眼鏡/The Red Spectacles（1987年） - チンピラ
- 帝都物語（1988年） - 声の出演

### 人形劇
- こどもにんぎょう劇場（NHK教育）
  - 「とらねことおしょうさん」（トラ）
  - 「そりすべり」（がまくん）

### ラジオドラマ
- ぼんくら・日暮らし（2005年10月 - 2006年3月、ABCラジオ） - 新一 役

## 舞台演出
- 「僕の心の天使たち'98」山田智明プロデュース：新宿スペース107（作・演出・出演）
- 「天使候補生物語'96」橘たまき事務所：新宿スペース107（作・演出・出演）
- 「僕の心の天使たち」劇団スタミナ倶楽部：新宿スペース107（作・演出・出演）
- 「眠れる星の街の輪舞-哀しみのインセントバンパイア-」（脚本・月足都望※当時のチラシには月之原愛と表記）
- 劇団スタミナ倶楽部：銀座みゆき館劇場（演出・出演）
- 「天使候補生物語 -背中越しからメモリーズ-」劇団バーストマン：銀座みゆき館劇場（作・演出・出演）
- 「裏町に流れた赤い花」 築地本願寺ブディストホール（演出・出演）
- ミュージカル「POWER For the PEACE」
- 八王子いちょうホール（演出）・曳舟文化センター（演出）・品川区きゅりあん大ホール（演出）・江戸川文化センター（演出）・岩手県一関文化センター（演出）
- 「地下室のクリスマス」劇団ワンナイトパラダイス公演（作・演出：月足都望）（スカイバード・スーパースター）